# Vesna Zmijanac

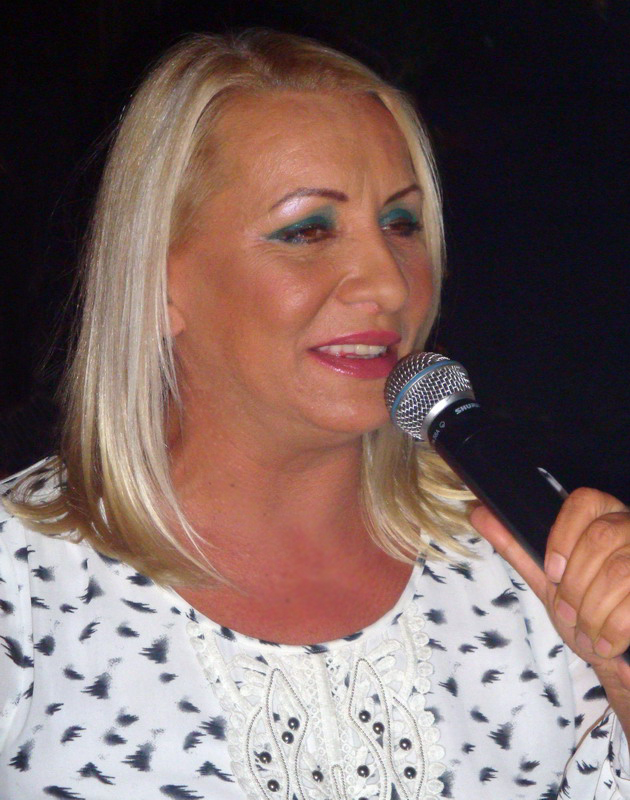
Vesna Zmijanac (2011)

Vesna Zmijanac (serbisch-kyrillisch Весна Змијанац, geboren am 4. Januar 1957 in Nikšić, Jugoslawien, heute Montenegro) ist eine serbische Folk-Sängerin.

## Leben und Karriere
Ihre Hits sind Nevero moja (Meine Untreue), Malo, po malo (Stück für Stück), Idem preko zemlje Srbije (Ich schreite über den Boden Serbiens), Ne kunite crne oči (Verflucht nicht schwarze Augen), Kazni me, kazni (Bestraf mich, bestraf mich), Da budemo zajedno (Dass wir zusammen sind), Kraljica tuge (Königin der Trauer), Kunem ti se životom (Ich schwöre mit meinem Leben), Zaboravi me (Vergiss mich). Sie interpretierte auch das alte bosnische Volkslied Moj dilbere (Mein Geliebter).
Ein ebenfalls erfolgreiches Lied war das Duett mit dem bosnischen Sänger Dino Merlin: Kad zamirišu jorgovani (Wenn der Flieder zu duften beginnt). Kad zamirišu jorgovani hieß auch ihre erste Biografie, in der sie mit der Showbranche abrechnete.

## Diskographie

### Alben
- 1982: Ljubi me, ljubi, lepoto moja – PGP RTB
- 1983: Ti mali – PGP RTB
- 1983: Šta će meni šminka? – PGP RTB
- 1985: Zar bi me lako drugome dao – PGP RTB
- 1986: Dođi što pre – PGP RTB
- 1987: Jedan si ti – PGP RTB
- 1988: Istina – PGP RTB
- 1990: Svatovi – Komuna, Niki
- 1992: Ako me umiriš sad – Kamarad
- 1994: Idem preko zemlje Srbije – PGP RTB
- 1995: Malo po malo – Diskos
- 1997: Posle svega, dobro sam – ZaM, Vujin Trade Line AG
- 2003: Šta ostane kad padnu haljine – Grand Production
- 2011: Pevajte mi pesme – PGP RTB

### Kompilationen
- 1987: Poselo Beograda 202 uzivo Kompilacija
- 1989: Najveći hitovi
- 1989: Nezaboravni hitovi – PGP RTB – 201430
- 1990: Cd Kompilacija
- 1997: Sve Vesnine tuge i radosti

### Singles (Auswahl)
- 1979: Ostavljena žena
- 1985: Nevera Moja
- 1986: Dođi što pre
- 1988: Kad zamirišu jorgovani (mit Dino Merlin)
- 1994: Idem preko zemlje Srbije
- 1995: Malo po malo
- 1995: Minsko Polje
- 1995: Da Li Ti Je Veceras Po Volji